# Flip Saunders
Phillip "Flip" Saunders (ur. 23 lutego 1955 w Cleveland, zm. 25 października 2015 w Minneapolis) – amerykański trener koszykarski, analityk sportowy oraz generalny menedżer klubów koszykarskich.
Jako zawodnik szkoły średniej Cuyahoga Heights High School w Cleveland Saunders był zaliczany do składów All-America. W ostatniej klasie (1973) został uznany Zawodnikiem Roku Ohio's Class A High School.
W latach 1991-93, piastując funkcję głównego trenera zespołu Catbirds w lidze CBA, sprawował też stanowisko głównego menedżera zespołu. 
11 maja 1995 roku wiceprezydent do spraw operacji koszykarskich Kevin McHale ogłosił, że został on nowym generalnym menedżerem zespołu z Minnesoty. 18 grudnia McHale powierzył mu posadę głównego trenera, należącą uprzednio do Billa Blaira.
Sezon 2012/13 spędził jako analityk koszykarski w stacji ESPN. W maju 2013 roku powrócił do klubu Timberwolves, obejmując etat prezydenta do spraw operacji koszykarskich. Nieco ponad rok później powrócił na stanowisko głównego trenera zespołu.
W 2014 roku zachorował na ziarnicę złośliwą. Zmarł 25 października 2015 roku, w wieku 60 lat.

## Osiągnięcia
- 2-krotny trener drużyn gwiazd podczas meczu gwiazd NBA (2004[6], 2006[7])
- 2-krotny Trener Roku CBA (1989, 1992)[8]
- 4-krotny Trener Miesiąca Konferencji Zachodniej NBA (styczeń 2000, 2001, luty 2003, kwiecień 2004)[1]
- Mistrz:
  - CBA (1990, 1992)[1]
  - konferencji:
    - Big Ten NCAA jako asystent trenera (1982)[9]
    - Missouri Valley jako asystent trenera (1987)[9]